# Pani Parkington
Pani Parkington (oryg. Mrs. Parkington) – amerykański dramat z 1944 roku w reżyserii Taya Garnetta. Film powstał na podstawie powieści Louisa Bromfielda. Role główne odegrali Greer Garson i Walter Pidgeon, występując razem jako mąż i żona po raz czwarty.

## Obsada
- Greer Garson jako Susie Parkington
- Walter Pidgeon jako major Augustus Parkington
- Edward Arnold jako Amory Stilham
- Agnes Moorehead jako baronowa Aspasia Conti
- Cecil Kellaway jako Edward VII, książę Walii
- Gladys Cooper jako Alice, księżna de Brancourt
- Frances Rafferty jako Jane Stilham
- Tom Drake jako Ned Talbot
- Peter Lawford jako Lord Thornley
- Dan Duryea jako Jack Stilham
- Helen Freeman jako Helen Stilham
- Hugh Marlowe jako John Marbey

## Nagrody
Garson była nominowana do Oscara dla najlepszej aktorki i Agnes Moorehead za najlepszą aktorkę drugoplanową. Moorehead zdobyła nagrodę Złotego Globu dla najlepszej aktorki drugoplanowej.